# Soglia di Gibilterra
La soglia di Gibilterra è una soglia sottomarina che separa dal punto di vista idrografico il Mar Mediterraneo e l'Oceano Atlantico, in adiacenza dello stretto di Gibilterra. È anche nota, nella letteratura internazionale, come soglia di Camarinal (dal nome della punta nel comune spagnolo di Tarifa).
Di fatto la separazione idrografica fra mar Mediterraneo e Oceano Atlantico si trova non nella parte meno larga dello stretto (in corrispondenza della rocca di Tarifa), ma in quella meno profonda posta più ad Ovest, per cui tutta l'area dello stretto di Gibilterra si trova ad essere ricompresa nel Mar Mediterraneo.

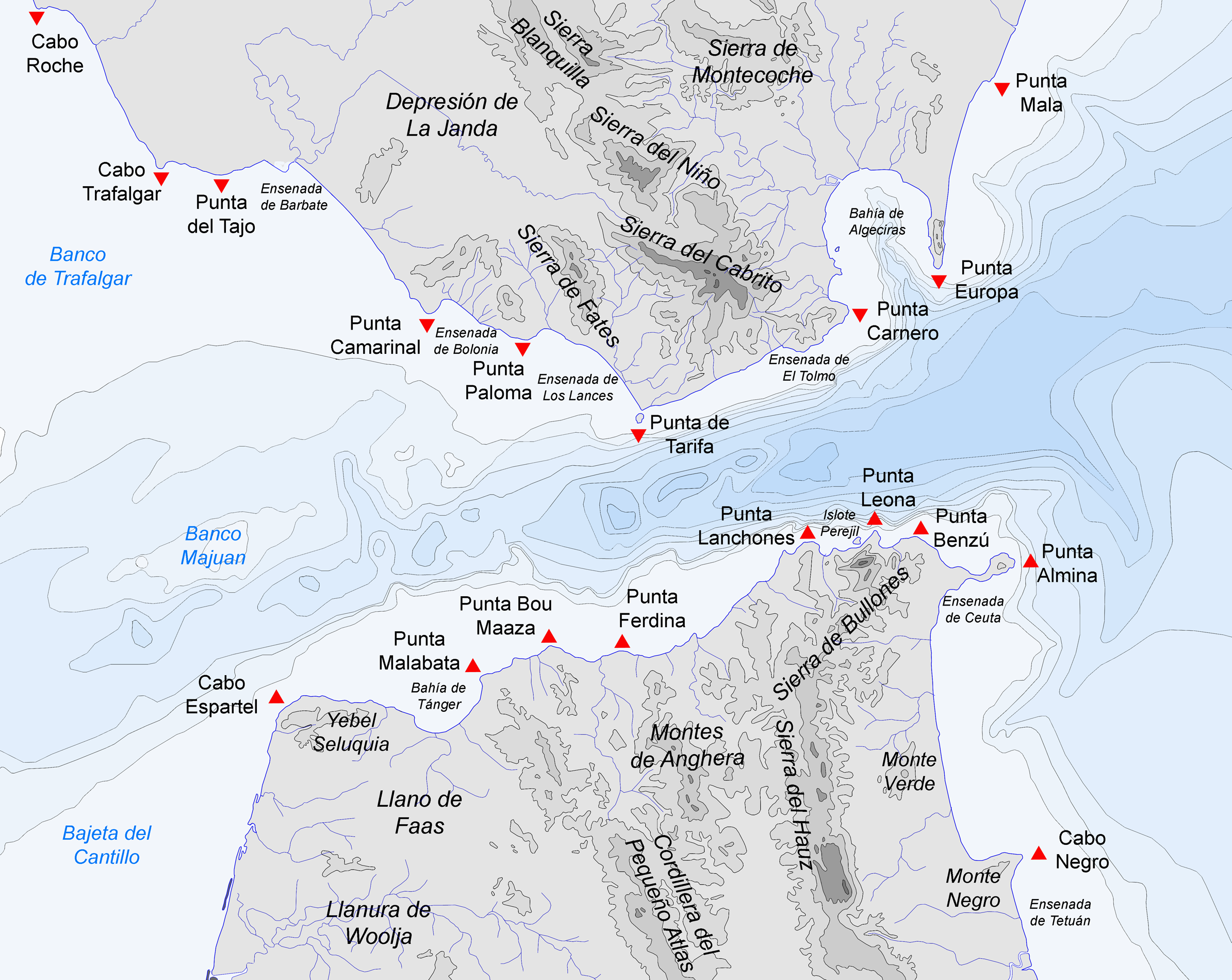
Batimetria dell'area dello stretto di Gibilterra

Dal punto di vista morfologico la soglia si presenta come un rilievo sottomarino frapposto fra la Penisola iberica e l'Africa, orientativamente posizionato lungo l'allineamento nord-sud che congiunge Capo Camarinal e Capo Paloma (in Spagna) e Capo Malabata e Capo Bou Maaza (in Marocco) (vedi figura). Il rilievo ha una profondità media di −350 m ed un picco alla profondità di −280 m (35°56′N 5°45′W). Tale picco è anche noto come monte Tartesos o monte Hercules.
Altri rilievi sottomarini nelle prossimità dello stretto di Gibilterra sono la soglia di Espartel (profonda −300 m) e la secca di Majuan (probabile vestigia di un'isola sommersa, inabissatasi 12 000 anni fa, al termine dell'ultima glaciazione).
L'area è stata recentemente studiata a fondo perché potenzialmente interessata dall'attraversamento del tunnel sotto lo stretto di Gibilterra o dalle possibili soluzioni progettuali alternative.

## Circolazione marina
La presenza di questa soglia assume particolare importanza per la circolazione delle acque attraverso lo stretto di Gibilterra, dal momento che condiziona l'apporto di masse d'acqua scambiate fra l'Oceano Atlantico e il Mar Mediterraneo ed il regime di correnti marine che attraversano lo stretto.
Il clima prevalentemente caldo e secco del Mediterraneo fa sì che le sue acque subiscano un'intensa evaporazione che ne fa aumentare la salinità. Queste acque ad alta salinità sono più dense e pesanti. Quando queste masse d'acqua attraversano la soglia, poco profonda, dello Stretto di Gibilterra, vengono spinte verso il fondo dell'Atlantico e vengono rimpiazzate da acque superficiali meno dense, provenienti dall'Atlantico. Si creano pertanto nella zona dello stretto di Gibilterra due diverse correnti che si muovono con verso opposto a quote differenti: una di profondità (verso l'Atlantico) e una di superficie (verso il Mediterraneo).
Il regime di queste due correnti che attraversano lo stretto di Gibilterra in verso opposto è abbastanza complesso, dal momento che è soggetto a variazioni periodiche dipendenti dalla marea (che condiziona le differenti altezze del livello del mare nel Mediterraneo e nell'Atlantico) e dalle stagioni.
La presenza della soglia, impedendo alle acque profonde dell'Atlantico, più fredde, di entrare nel Mediterraneo, giustifica la sostanziale omotermia del Mediterraneo (le acque profonde oltre 400 m si mantengono ad una temperatura costante di 12-13 °C tutto l'anno).
Le due masse d'acqua in ingresso ed uscita del mediterraneo, avendo differente livello di salinità (e quindi di densità) tendono a mescolarsi con una certa difficoltà. Ad esempio la corrente sottomarina profonda, in uscita dal Mediterraneo, prosegue per diverse centinaia di chilometri: inizialmente diretta verso occidente, per l'azione deflettente della forza di Coriolis (dovuta alla rotazione terrestre) che la fa piegare verso Nord, spingendola verso il Golfo di Cadice e poi a lambire le coste spagnole e portoghesi. Tracce di masse d'acqua profonde che, per livelli di salinità e temperatura, presentano una chiara e distinta origine mediterranea sono ravvisabili ancora nei pressi di Capo Finisterre e del Golfo di Biscaglia.

## Geologia
Dal punto di vista geologico, la soglia di Gibilterra si presume abbia avuto particolare importanza nel corso della crisi di salinità avvenuta oltre 5 milioni di anni fa, nell'ultima parte del periodo Messiniano del Miocene. La presenza della soglia, congiunta con un abbassamento delle acque oceaniche, impedì del tutto l'apporto di acqua dall'Atlantico al Mediterraneo. Il Mediterraneo, diventato così un mare chiuso, evaporò quasi completamente. L'acqua oceanica entrò nuovamente nel Mediterraneo durante l'alluvione zancleana.